# GAZ-3102 Wołga

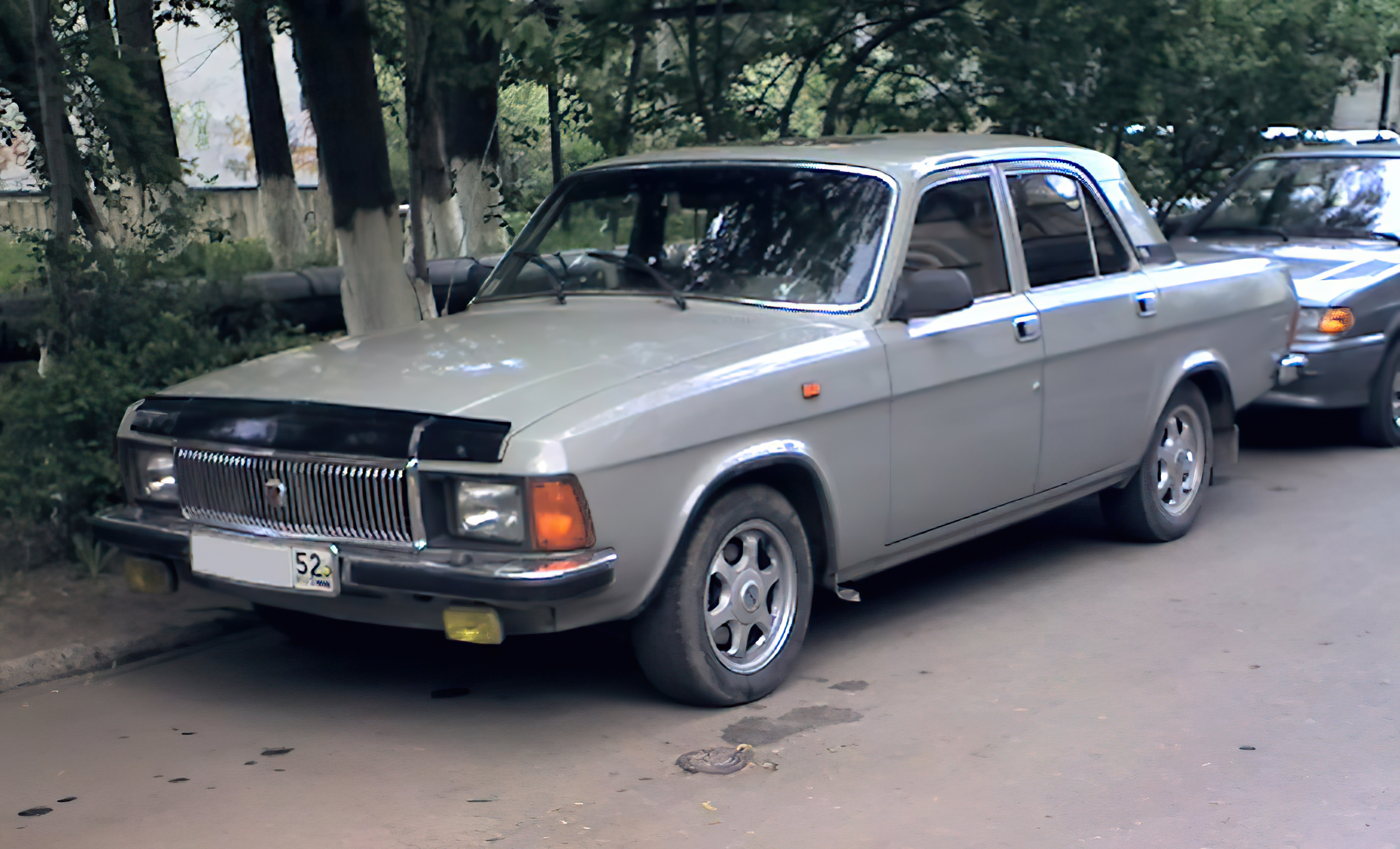
GAZ-3102 późnej produkcji

GAZ-3102 Wołga (ros. ГАЗ-3102 «Волга») – samochód osobowy produkcji radzieckich zakładów GAZ, zmodernizowana wersja Wołgi GAZ 24, produkowana w latach 1982–2009.

## Historia powstania i opis
Charakterystyczną cechą przemysłu motoryzacyjnego ZSRR była produkcja luksusowych samochodów, przewidzianych jedynie jako samochody służbowe dla urzędników i funkcjonariuszy państwowych, różniących się klasą w zależności od rangi użytkownika. W połowie lat 70. w Gorkowskiej Fabryce Samochodów (GAZ) podjęto prace nad bardziej luksusową i wyposażoną w mocniejszy silnik zmodernizowaną wersją samochodu GAZ-24 Wołga, oznaczoną początkowo indeksem modelu 3101. Nowa Wołga, określana jako „dyrektorska”, miała być samochodem służbowym, wypełniającym lukę między reprezentacyjną Czajką GAZ-13, a zwykłą Wołgą i nie miała być początkowo sprzedawana na rynek prywatny. Powstanie takiego samochodu było tym bardziej uzasadnione wobec faktu, że nowa wersja Czajki GAZ-14 była jeszcze większa od GAZ-13.
Prace nad GAZ-3101 prowadzono pod kierunkiem głównego konstruktora samochodów osobowych zakładów GAZ N. Juszmanowa. Dla oszczędności pozostawiono niezmienioną całą środkową część nadwozia, z kabiną pasażerską, natomiast zmiany dotknęły części przedniej i tylnej. Część przednia została wydłużona o 20 cm, które zwiększyły strefę zgniotu. Pas przedni i tylny został całkowicie zmieniony. W swojej ostatecznej postaci opracowanej w 1979 roku, samochód otrzymał prostokątne reflektory z dużymi szkłami kierunkowskazów i świateł pozycyjnych na rogach nadwozia oraz silnie podkreśloną pionową kratę atrapy chłodnicy, podobną do amerykańskiej mody tego okresu. Z tyłu samochód otrzymał duże poziome lampy zespolone.
Wystające klamki zamieniono na wpuszczane, a w drzwiach przednich zastosowano jednoczęściowe opuszczane w całości szyby, bez przednich trójkątnych uchylanych szybek. Zbiornik paliwa przeniesiono w bezpieczne miejsce za oparciem tylnej kanapy, a koło zapasowe umieszczono pod podłogą bagażnika. Całkowicie zmieniło się wnętrze samochodu. Dla polepszenia stabilności toru jazdy przy większych prędkościach, ulepszono przednie zawieszenie i zwiększono o 3,5 cm rozstaw kół, wprowadzając przy tym radialne opony. Zastosowano też hamulce tarczowe z przodu. Prototyp z 1979, oznaczony GAZ-31011, miał silnik benzynowy V6 o pojemności 4250 cm³. Wariant ten jednak nie trafił ostatecznie do produkcji z powodu niedopracowanego i paliwożernego silnika, w połączeniu ze światowym kryzysem paliwowym.

## Produkcja i modernizacje

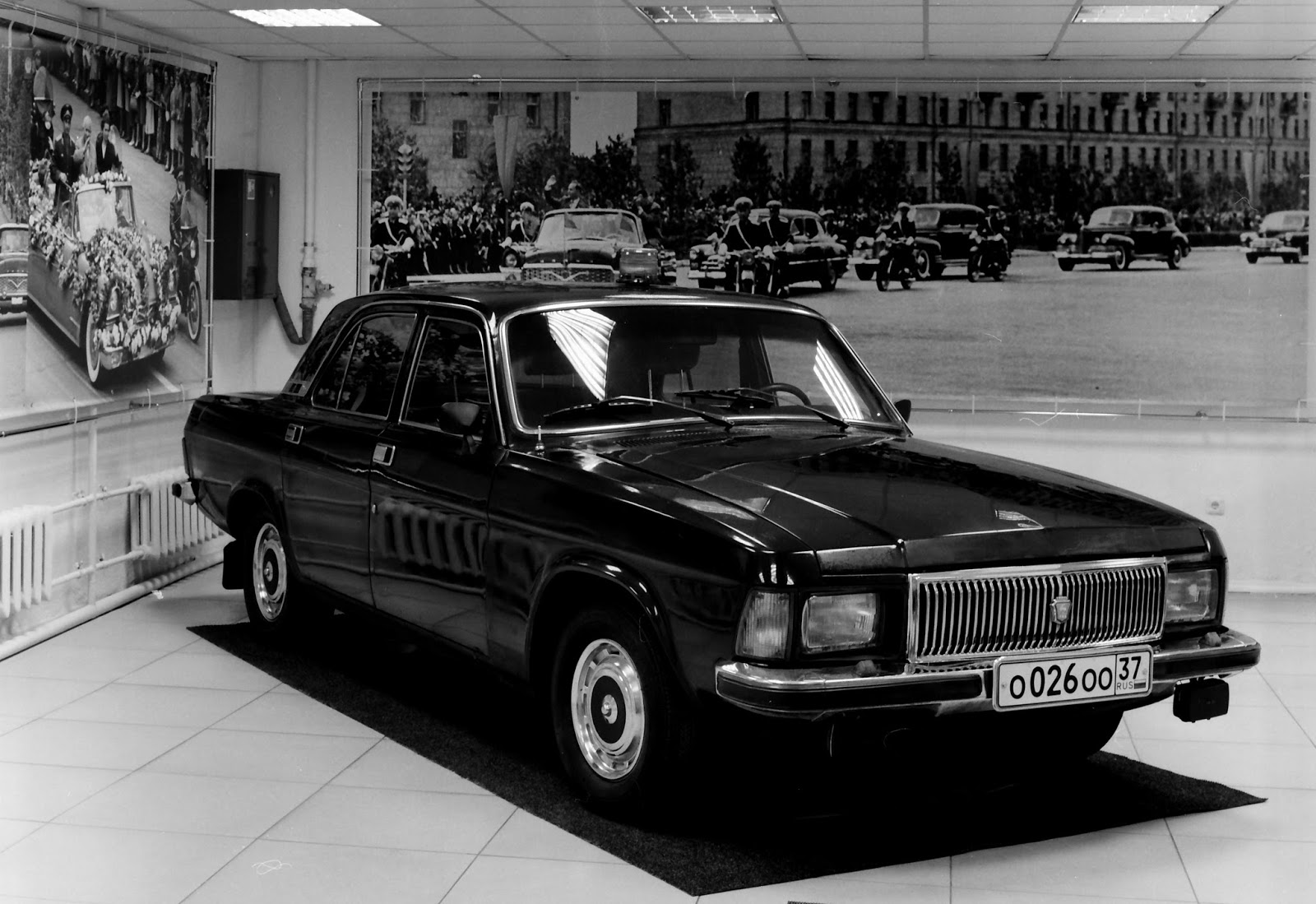
GAZ-3102 w muzeum radzieckiego przemysłu samochodowego w Iwanowie (oryginalne felgi kół)

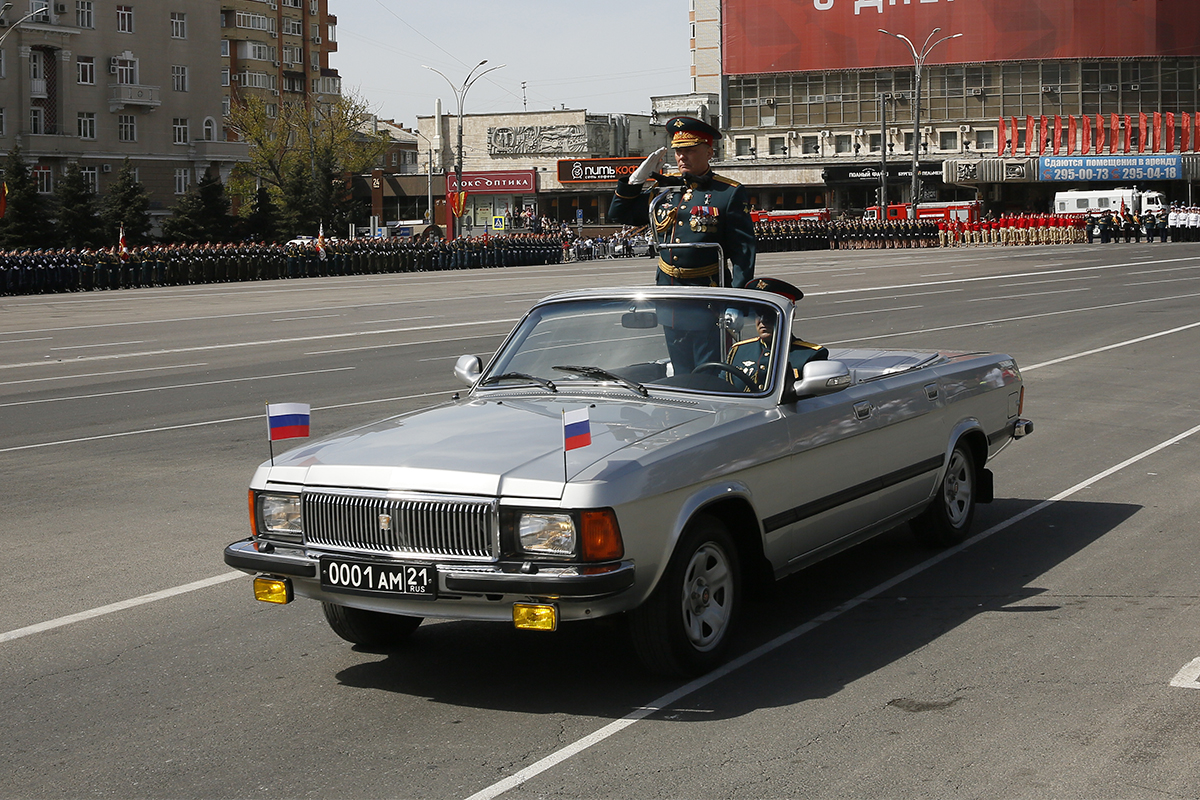
GAZ-3102 przerobiony na kabriolet

Do produkcji skierowano od 1982 roku model oznaczony GAZ-3102, wykorzystujący zmodernizowany silnik benzynowy R4 o pojemności 2,45 l z dotychczasowego modelu GAZ-24. Zmodernizowany silnik ZMZ-4022.10 był nietypową jednostką, wykorzystującą układ ze wstępną komorą spalania. Okazał się on jednak nie całkiem udany. Był mocniejszy (105 KM) i ekonomiczniejszy od starego silnika Wołgi, lecz miał skłonność do przegrzewania się i był bardziej skomplikowany w eksploatacji i remontach. Od 1996 zaprzestano produkcji silnika ze wstępną komorą spalania i samochody produkowano ze zwykłymi silnikami 2,45 l opracowanymi dla wersji GAZ-24-10 Wołga: ZMZ-402.10 o mocy 100 KM i słabszym ZMZ-4021.10 o mocy 90 KM (dostosowany do gorszej benzyny A-76). Od 1994 roku także część samochodów otrzymywała silnik ZMZ-4062.10 z wtryskiem paliwa o pojemności 2,28 l i mocy 145 KM, lecz był on początkowo niedopracowany i zawodny. Wersje eksportowe otrzymywały także inne silniki.
W 1994 roku przeprowadzono modernizację samochodu, m.in. wprowadzono pięciobiegową skrzynię biegów zamiast czterobiegowej i nierozbieralny tylny most. Zbiornik paliwa przeniesiono pod podłogę bagażnika, a koło zapasowe – do jego wnętrza. Większa modernizacja miała miejsce w 1997, kiedy zmodyfikowano zawieszenie, ulepszono system hamulcowy, wprowadzono nowe koła i nowe wnętrze (na wzór GAZ-3110 Wołga). W wyposażeniu standardowym znalazło się wspomaganie kierownicy. W 2003 ponownie ulepszono zawieszenie, a w 2005 i 2007 roku wnętrze samochodu. Od 2008 część samochodów otrzymywała silnik 2,46 l ZMZ-405, odpowiadający normie czystości spalin Euro 3.
Produkcję modelu GAZ-3102 i wersji pochodnych zakończono w 2009 roku, na skutek kryzysu finansowego w Rosji.

## Inne wersje
Nieliczne samochody były wyprodukowane w wersji kombi GAZ-31022 (większość samochodów wersji 31022 była budowana na bazie modelu 31029). Nielicznymi wariantami były też specjalne wersje sedanów z silnikami V8, przewidziane głównie dla służb specjalnych. GAZ-31011 miał silnik ZMZ-53, GAZ-31012 – silnik pojemności 5,53 l i mocy 195 KM z GAZ-13 Czajka, a GAZ-31013 – silnik od GAZ-14 Czajka i bardziej luksusowe wnętrze. Wersje te posiadały ponadto układ napędowy od Czajki, z automatyczną skrzynią biegów.
W związku ze zużyciem form nadwozia zwykłego modelu Wołgi GAZ-24-10, od 1992 roku produkowano samochód GAZ-31029 Wołga, łączący zmodyfikowane nadwozie i zubożone wnętrze modelu 3102 z mechaniką i silnikami modelu 24-10.

## Dane techniczne (GAZ-3102 wczesny)
Główne źródło:
- Nadwozie: stalowe, 4-drzwiowe, 5-miejscowe
- Długość/szerokość/wysokość: 4960 / 1820 / 1476 mm
- Rozstaw osi: 2800 mm
- Rozstaw kół przód/tył: 1510 / 1423 mm
- Masa własna: 1470 kg
- Masa całkowita: 1870 kg
- Prześwit: 156 mm
- Szerokość tylnej kanapy: 1405 mm (szerokość wnętrza ok. 1500 mm)

- Silnik: ZMZ-4022.10 – gaźnikowy, 4-suwowy, 4-cylindrowy rzędowy, górnozaworowy, chłodzony cieczą, umieszczony podłużnie z przodu, napędzający koła tylne
- Pojemność skokowa: 2445 cm³
- Średnica cylindra x skok tłoka: 92 × 92 mm
- Moc maksymalna: 105 KM przy 4750 obr./min
- Maksymalny moment obrotowy: 18,5 kgf · m przy 2500–3000 obr./min
- Stopień sprężania: 8:1
- Gaźnik: K-156
- Skrzynia przekładniowa mechaniczna 4-biegowa, biegi do przodu zsynchronizowane, z dźwignią w podłodze (później 5-biegowa)
- Sprzęgło: suche jednotarczowe
- Przekładnia główna: hipoidalna, przełożenie 3,9

- Zawieszenie przednie: niezależne, poprzeczne wahacze resorowane sprężynami śrubowymi, teleskopowe amortyzatory hydrauliczne
- Zawieszenie tylne: zależne, sztywna oś na podłużnych resorach półeliptycznych, teleskopowe amortyzatory hydrauliczne
- Hamulce: przednie tarczowe, tylne bębnowe, hydrauliczne, ze wspomaganiem; hamulec ręczny mechaniczny na koła tylne
- Ogumienie: 205/70R14

- Prędkość maksymalna: 152 km/h
- Zużycie paliwa: 8,5 l/100 km przy V=80 km/h
- Przyspieszenie 0–100 km/h: 16,2 s